# 中心柱
中心柱（ちゅうしんちゅう、英：stele, pl. stelae; central cylinder）とは、維管束植物 (広義のシダ植物と種子植物) の茎や根の中心付近、維管束組織を含む領域のことである。内皮よりも内側の部分を指すが、内皮が無い場合にはおおよそ相当する部分を境界とする。
中心柱は、維管束植物を構成する組織の区分の1つとして、19世紀にヴァン・ティガン (van Tieghem) によって提唱された。彼は、維管束植物の体 (頂端分裂組織由来の組織である一次組織からなる胞子体) は表皮・皮層・中心柱の3組織系からなるとした。根を構成する組織系の区分としては、現在でも用いられることがある。ただし現在では、維管束植物の体を構成する組織系としては表皮系・基本組織系・維管束系の3区分が用いられることが多い (この場合、中心柱は基本組織系の一部と維管束系からなる)。
また茎や根において、維管束の配置様式のことも中心柱とよばれる。この意味での中心柱にはさまざまな型が知られており、維管束植物の進化を考える上で重要視されている。最も単純な型として、中心に木部が位置しその周囲を師部が取り囲んでいるものがあり、原生中心柱とよばれる。原生中心柱 (放射中心柱や板状中心柱を含む) は、全ての維管束植物の根と共に、ヒカゲノカズラ類などの茎にもみられる。木部が管状に配置している中心柱は管状中心柱とよばれ、シダ植物 (狭義) の茎にみられる。種子植物の茎では、木部と師部がセットとなった維管束が輪状に配置 (真正中心柱) または散在している (不整中心柱)。このような中心柱の多様性に基づく維管束植物の系統論は、中心柱説とよばれる。

## 概説
ヴァン・ティガンらは、維管束植物の胞子体を構成する一次組織 (頂端分裂組織に由来する組織) を、表皮・皮層・中心柱の3つの組織系に分けることを提唱した (van Tieghem & Duliot 1886)。表皮は植物体最外層を覆う組織であり、皮層と中心柱の境界は内皮であるとした (内皮は皮層の最内部とされる)。
根にはふつう内皮が存在するため皮層と中心柱の境界は明瞭であるが、茎では明瞭な内皮がみられないことが多い。内皮がない場合には、おおよそそれに相当する部分を境界とする。ただし、この組織系区分は葉には適用されない。根においては頂端分裂組織 (根端分裂組織) からの組織形成と表皮・皮層・中心柱の区分は比較的よく対応しているが、茎では頂端分裂組織 (シュート頂分裂組織) における組織形成とは対応しないことも多い。維管束植物の体を構成する組織系としては、ザックスによる表皮系・基本組織系・維管束系の3区分 (Sachs 1875) が最も広く用いられているが、この区分では中心柱は基本組織系の一部と維管束系からなる。
現在では、原義のように維管束植物の基本的な組織系の1つとして中心柱という用語を使うことは少ないが、根や茎において中心部を大まかに示すためにしばしば用いられる。また以下のように、根や茎における維管束の配置様式を示すために中心柱という用語が用いられることが多い。

## 中心柱の型
中心柱における維管束 (一次維管束) の配置には大きな多様性があり、以下のような型に類別される。

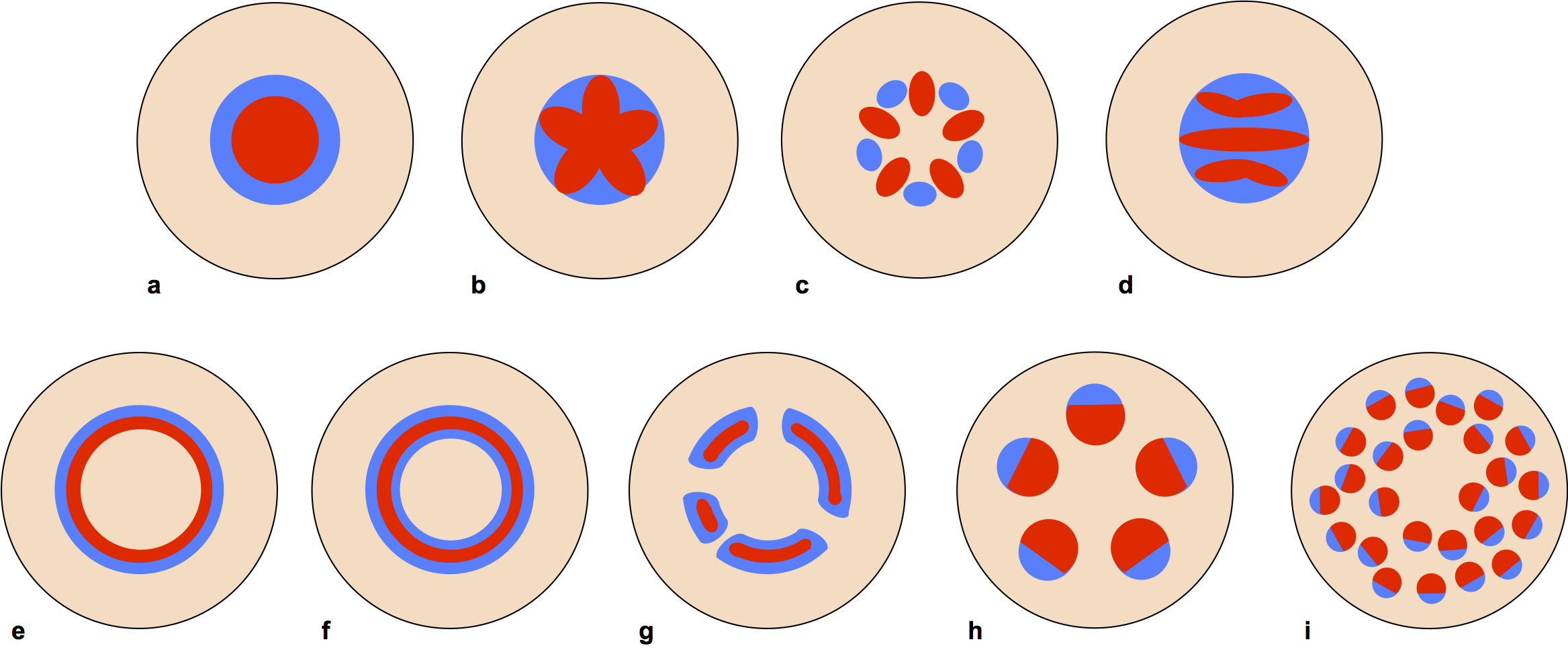
1. さまざまな中心柱の型 (赤は木部、青は師部). a. 単純原生中心柱. b, c. 放射中心柱. d. 板状中心柱. e. 外師管状中心柱. f. 両師管状中心柱. g. 網状中心柱. h. 真正中心柱. i. 不整中心柱.

### 原生中心柱
根や茎など軸の中心に木部が位置し、その周囲に師部がある中心柱は原生中心柱 (げんせいちゅうしんちゅう、protostele) とよばれる。ふつう内皮で囲まれる。原生中心柱は、その配列様式に応じて以下のような型に分けられる。
- 単純原生中心柱 (原始中心柱、単中心柱、haplostele)[1][8][7]
中央に円柱状の木部が位置し、その周囲を師部が取り囲んでいる中心柱 (図1a)。つまり1個の外師包囲維管束からなる。ウラボシ綱の茎でも一部の種 (ウラジロ、カニクサ、シシラン、スジヒトツバなど) に見られるが、これらの中には成長すると管状中心柱 (下記) になる例も知られている。また明らかに二次的な単純化によってこれと似た形になったと考えられるものがマツモ (マツモ科) やスギナモ (オオバコ科)、フサモ (アリノトウグサ科) などの水生の被子植物の茎に見られ、退行中心柱 (hysterostele) とよばれる[1] (図2a)。退行中心柱は内皮を欠く。
- 放射中心柱 (ほうしゃちゅうしんちゅう、actinostele)[1][7][9]
中央の木部が数カ所突出 ("腕") して横断面で星状になり、その突出部の間に師部が位置している中心柱 (図1b, 2b)。中心が髄 (柔組織など) になって木部の"腕"が独立している場合もあり、この場合木部と師部が交互に配列している (図1c, 2c)。このような維管束は放射維管束とよばれる。ほとんどの維管束植物の根に見られ、またヒカゲノカズラ類やマツバラン類 の茎にも存在する (図2d)。
- 板状中心柱 (ばんじょうちゅうしんちゅう、背腹中心柱、plectostele)[1][7][10]
中央の木部が平行にならんだ複数の板状の要素に分かれ、その間や周囲に師部が位置する中心柱 (図1d, 2e)。このような維管束は平行帯状維管束とよばれる。ヒカゲノカズラ類の茎にしばしば見られる。

### 管状中心柱
木部が管状になりその外面または内外両面に師部が位置する中心柱は、管状中心柱 (かんじょうちゅうしんちゅう、siphonostele, solenostele) とよばれる。維管束環より内側の部分は髄 (pith) とよばれる。管状中心柱は、師部の配置に基づいて以下の2型に分けられる。
- 外師管状中心柱 (がいし-、ectophloic siphonostele)[1][7][11][12]
管状の木部の外側に師部が位置する中心柱 (図1e)。ふつう外側が内皮で囲まれている (外立内皮、ときに両立内皮)。ハナヤスリ科 (マツバラン綱) やゼンマイ (ウラボシ綱) などの茎に見られるが、例は多くない。トクサ属 (トクサ綱) の中心柱も外師管状中心柱の一型とされることがある (下記参照)。
- 両師管状中心柱 (りょうし-、amphiphloic siphonostele, solenostele [狭義])[1][7][11]
管状の木部の内外両側に師部が位置する中心柱 (図1f)。ふつう内外が内皮で囲まれている (両立内皮)。ウラボシ綱の茎にふつうに見られる。

管状中心柱 (特に両師管状中心柱) において、多数の葉隙 (図3a; 葉への維管束が分かれた上部にできる維管束の欠損部であり、柔組織で充填されている) ができて管が網状になった中心柱を、特に網状中心柱 (もうじょうちゅうしんちゅう、dictyostele) という。横断面では、維管束 (ふつう外師包囲維管束) が輪状にならんでいる (図1g, 3b)。このように分断された維管束の各要素は、分柱 (meristele) とよばれる。ウラボシ綱の茎に多く見られる。また葉隙ではない維管束の欠損部が存在する場合があり、このような網状中心柱は分裂網状中心柱 (dessected dictyostele) ともよばれる。
管状中心柱や網状中心柱において、木部・師部からなる管が2重、3重に配置されたものがあり、多環中心柱 (たかんちゅうしんちゅう、polycyclic stele) と総称される。具体的には、２環管状中心柱、３環管状中心柱、2環網状中心柱、3環網状中心柱などとよばれる。リュウビンタイ綱やウラボシ綱の茎にしばしば見られ、たとえばワラビの茎は2環網状中心柱をもつ (図3b)。
トクサ類 (トクサ綱) の茎の節間では、内側と両脇に木部を伴う師部からなる特異な維管束が環状に配列しており、下記の真正中心柱に似ている (真正中心柱とよばれることもある) (図3c)。しかし節では木部が発達してつながった輪となり、外師管状中心柱の形を示す。そのため種子植物の真正中心柱とは異なる起源をもつと考えられており、トクサ型外師管状中心柱 (穿孔外師管状中心柱) とよばれる。トクサ類の中心柱には、内皮 (外立内皮、両立内皮、または自立内皮) が存在する。

### 真正中心柱
木部と師部のセットが単位となり (分柱とよばれ、ふつう並立維管束、ときに倒並立維管束または複並立維管束)、これが1輪の環状に配置している中心柱は真正中心柱 (しんせいちゅうしんちゅう、eustele) とよばれる (図1h, 4a, b)。維管束環より内側は髄 (pith) とよばれる。維管束植物のうち、種子植物の多く (単子葉類を除く) は茎に真正中心柱をもつ。
真正中心柱において、各維管束は複雑に分岐・融合をしており、一部は葉に入る葉跡となる (図4c)。
真正中心柱では内皮をもたないことが多いが、地下茎ではしばしば中心柱全体を取り囲む内皮 (外立内皮) が存在する。またバイカモ (キンポウゲ科) などではそれぞれの維管束 (分柱) が内皮 (自立内皮) で囲まれており、このような中心柱は特に分裂真正中心柱 (separated eustele) ともよばれる。
茎にみられる中心柱のうち、真正中心柱をもつ植物だけが二次成長 (肥大成長) を行う (真正中心柱をもつ植物でも二次成長を行わないものはいる)。二次成長を行うものでは、各維管束 (分柱) の木部と師部の間に維管束内形成層 (intrafascucular cambium) が生じ、これがそれぞれの維管束の間に形成される維管束間形成層 (interfascucular cambium) でつながって1輪の維管束形成層 (vascular cambium) になる。維管束形成層は内側に二次木部 (材)、外側に二次師部を形成して肥大成長する (図4d)。これが続くと本来の真正中心柱の形態は分断し押し潰され、茎の大部分は二次木部に占められた姿となる。

### 不整中心柱
木部と師部のセットが単位となり (ふつう並立維管束、ときに外木包囲維管束)、これが不規則に散在している中心柱は不整中心柱 (不斉中心柱、ふせいちゅうしんちゅう；散在中心柱、さんざいちゅうしんちゅう；atactostele) とよばれる (図1i, 5a, b, c)。ふつう周縁部の維管束が小さく、密に配置する (図5a, b)。不整中心柱において維管束は複雑な走行を示し、葉に入る維管束 (葉跡) が茎の中を長く走行している。維管束植物のうち、単子葉類の茎にみられる。中心柱としては、真正中心柱の一型として扱われることもある。
不整中心柱はふつう内皮を欠くが、地下茎では内皮がみられることがある (図5c)。
単子葉類の不整中心柱において維管束の木部と師部の間に生じた形成層は発達せず、ふつう典型的な二次成長 (肥大成長) を行うことはない。ただし、維管束外に特殊な形成層が生じて二次成長を行うものがいる (リュウケツジュなど)。
不整中心柱は単子葉類以外にもコショウ科にみられることもあるが、この場合は維管束内に発達した形成層がつくられることがある。

## 中心柱の進化

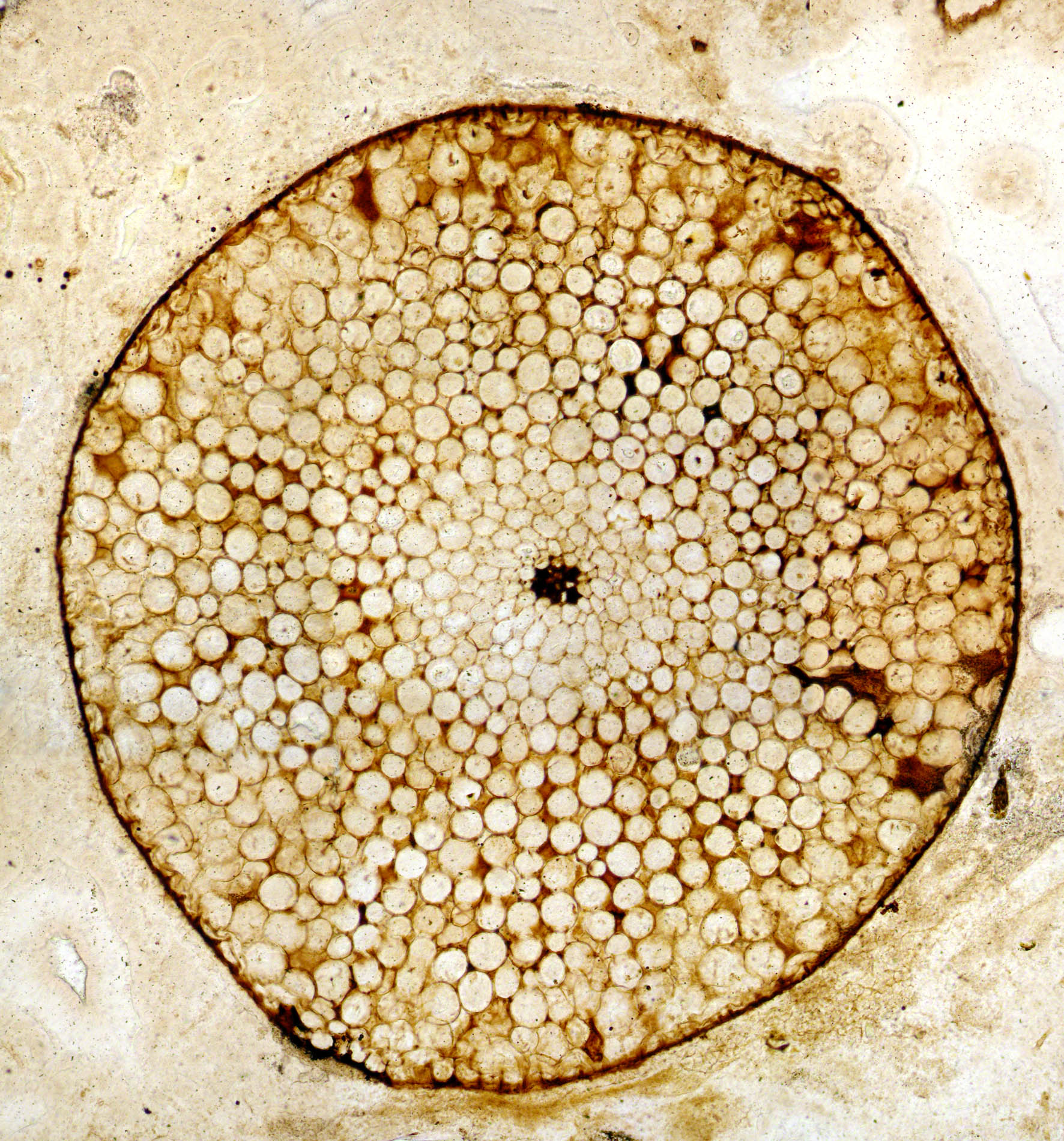
リニア属の"茎"の横断面. 原生中心柱 (単純原生中心柱) をもつ.

中心柱の様式は、伝統的に維管束植物の進化、系統を考察する際に重視されている。上記のような中心柱の型に基づく系統論は中心柱説 (stelar theory) とよばれる。
リニア属など初期維管束植物の絶滅群には単純原生中心柱が見られ (右図)、これが最も祖先的な中心柱であると考えられている。原生中心柱は、全ての維管束植物の根にみられ、またヒカゲノカズラ類の茎にも存在する。種子植物の根における原生中心柱 (放射中心柱) では、木部と師部の間に維管束形成層が生じて二次成長 (肥大成長) を行う。また化石種の中には、茎の原生中心柱 (または管状中心柱) でも二次成長を行うものが知られている (リンボク、ロボクなど)。ただしこのような植物において形成される二次維管束はわずかであり、またほとんどの場合二次師部は形成されない。
原生中心柱の中心に髄ができることで、管状中心柱が形成される。管状中心柱は、狭義のシダ植物の茎に多くみられる。原生中心柱の中には中央に髄が形成されているものがあり (有髄原生中心柱 medullated protostele)、外師管状中心柱との中間型と考えられている。また葉隙が多く形成されることで網状中心柱が形成される。古くは、このような網状中心柱が進化的に種子植物の真正中心柱につながったと考えられたこともあるが、現在では真正中心柱は原生中心柱から直接生じたものと考えられている (下記)。
種子植物の祖先において、原生中心柱が放射方向に分断化することによって真正中心柱が成立したと考えられている。種子を獲得する以前の種子植物の祖先群である原裸子植物では、原生中心柱の分断化、真正中心柱の成立を示す化石記録が残されている。また真正中心柱は成立時から二次成長 (肥大成長) と関連しており、原裸子植物は基本的に全て木本性である。また現生維管束植物の中で明らかな二次成長を行う種は茎に真正中心柱をもつ。種子植物の中で、単子葉植物では維管束が輪状に配列されず散在することで不整中心柱が形成される。このことは、単子葉植物が維管束形成層による二次成長能を欠いていること (輪状の維管束形成層を形成する必要がない) や葉跡 (葉に入る維管束) を多く生じることと関係していると考えられている。また水生の被子植物の中には、真正中心柱が二次的に退化して原生中心柱的な形になったものがある (退行中心柱)。

## ギャラリー

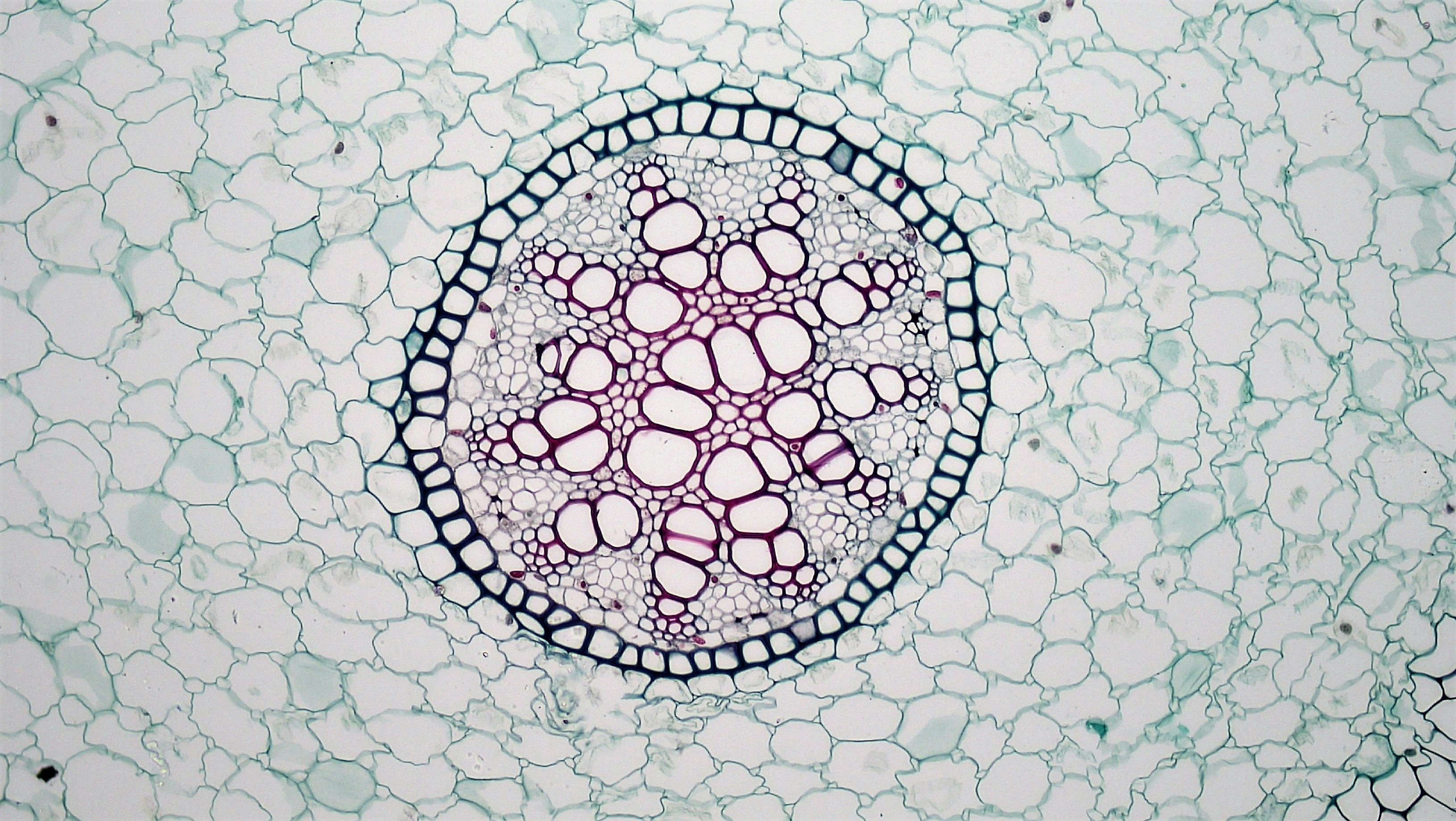
ユリ (ユリ科) の根の放射中心柱.
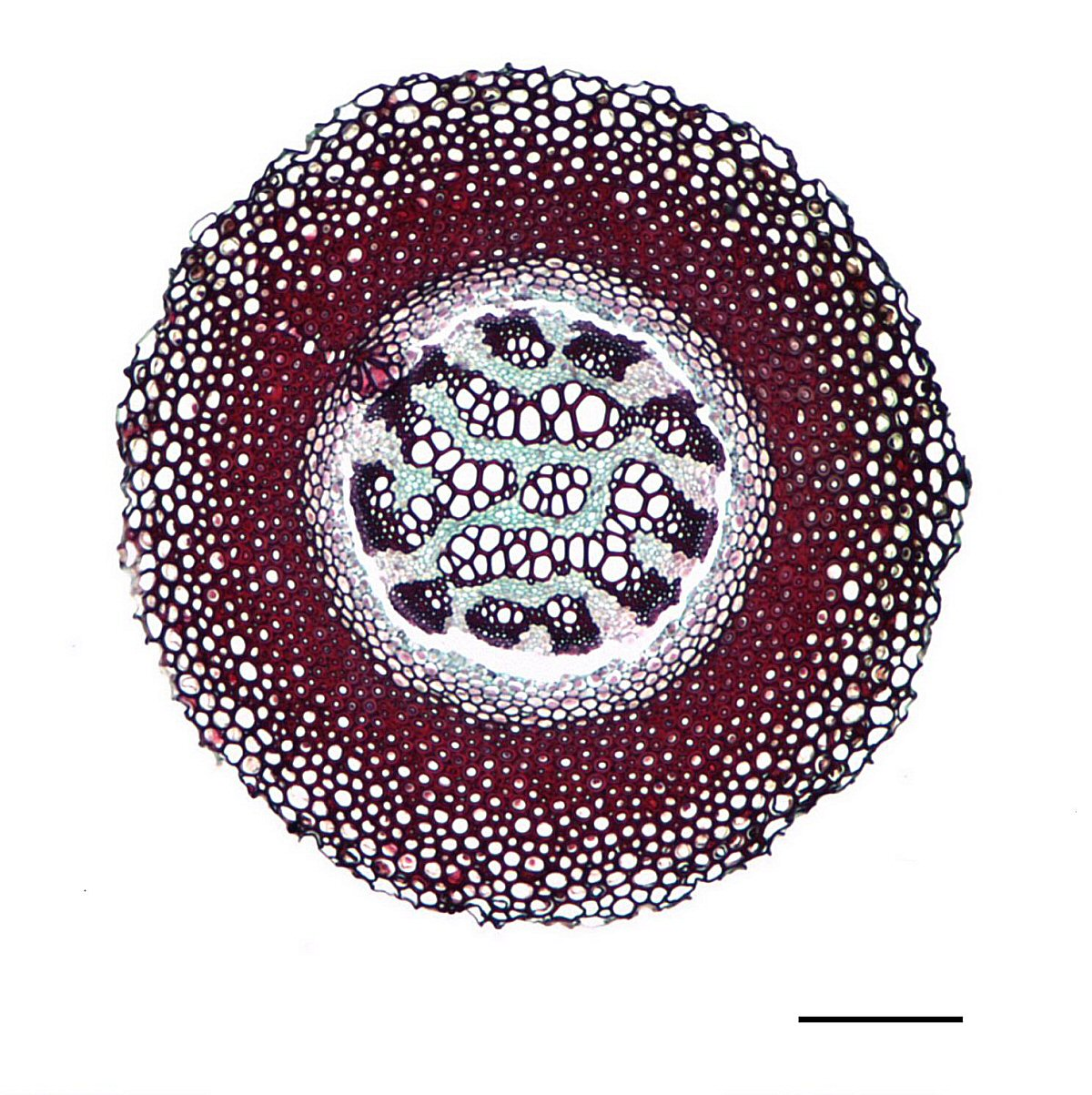
ヒカゲノカズラ類 (ヒカゲノカズラ綱) の茎の板状中心柱.
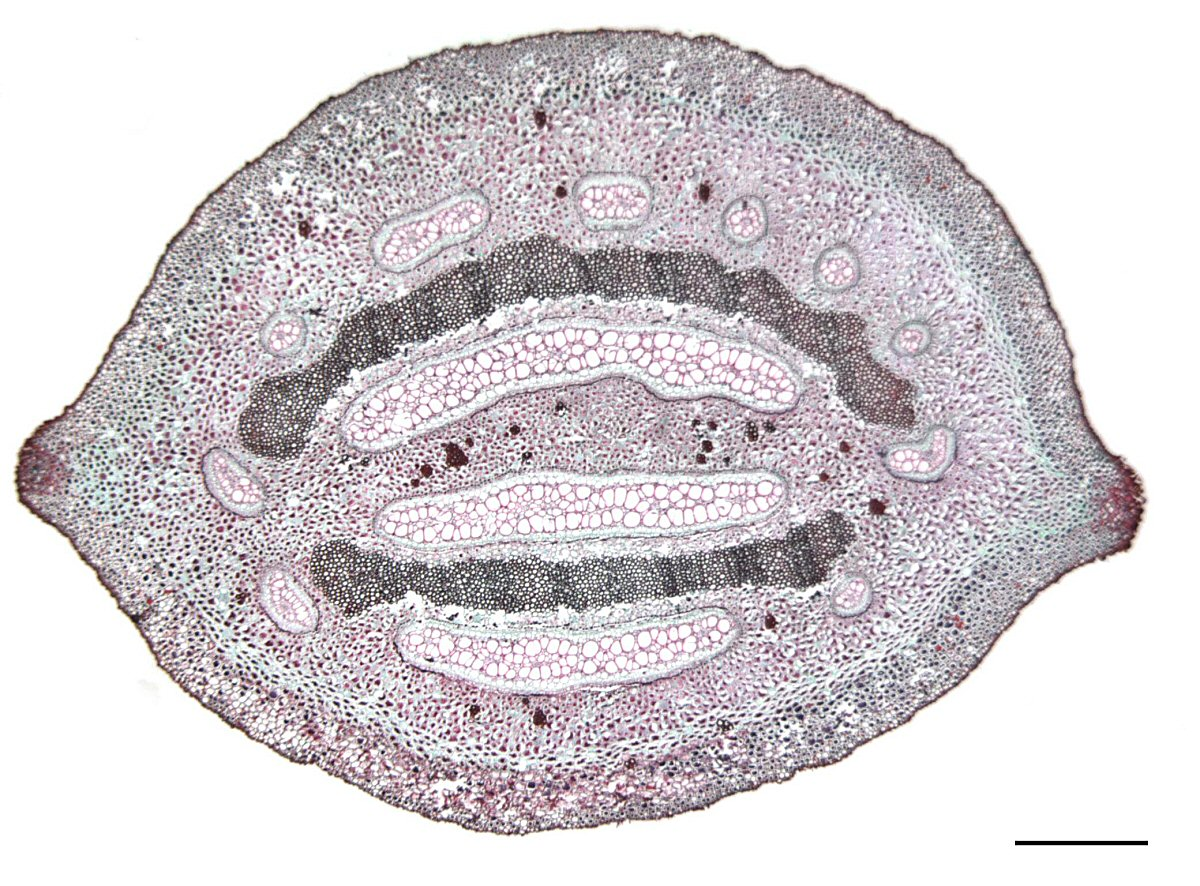
ワラビ (ウラボシ綱) の根茎の2環網状中心柱.
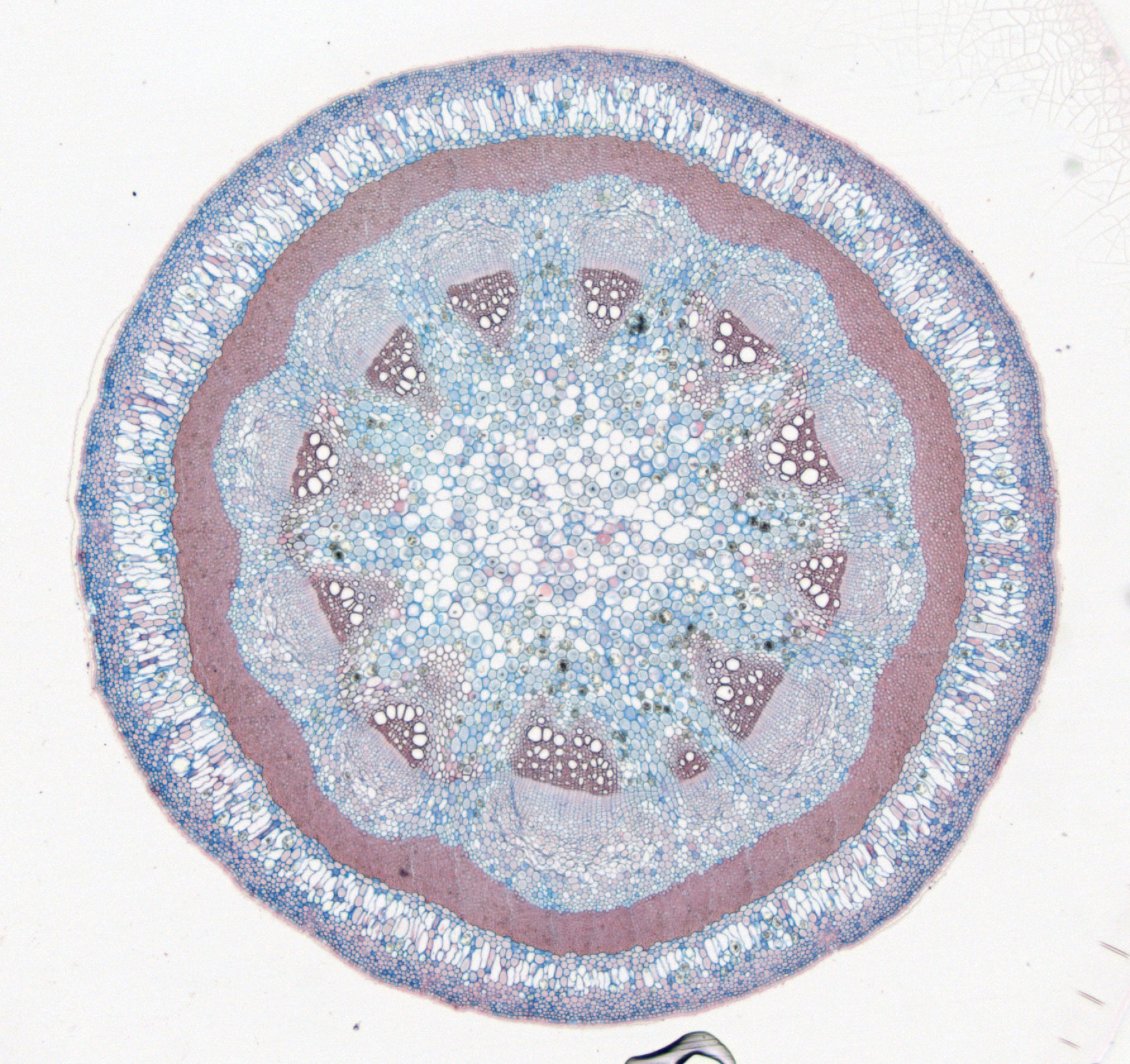
ウマノスズクサ属 (ウマノスズクサ科) の茎の真正中心柱.
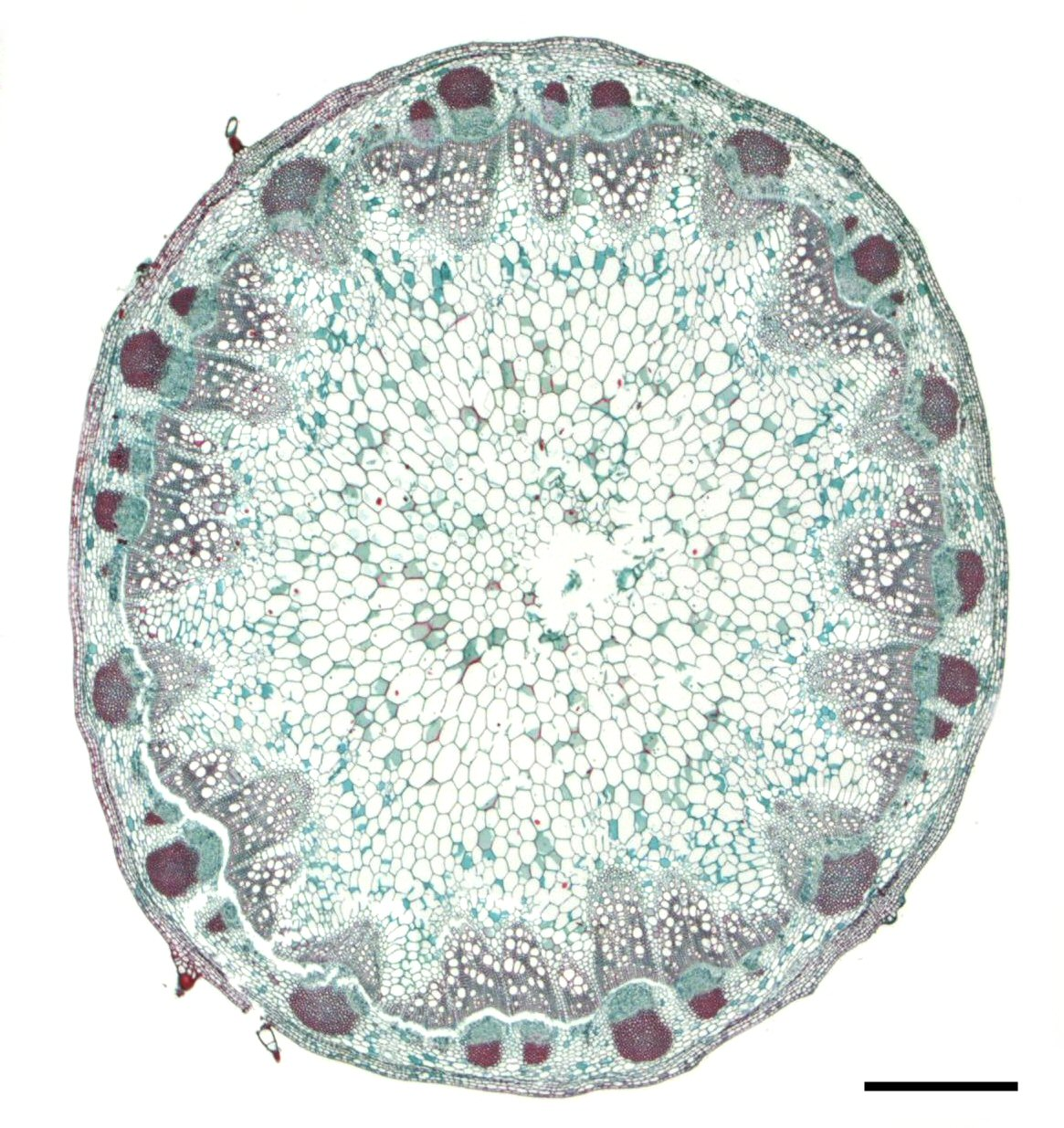
ヒマワリ (キク科) の茎の真正中心柱.
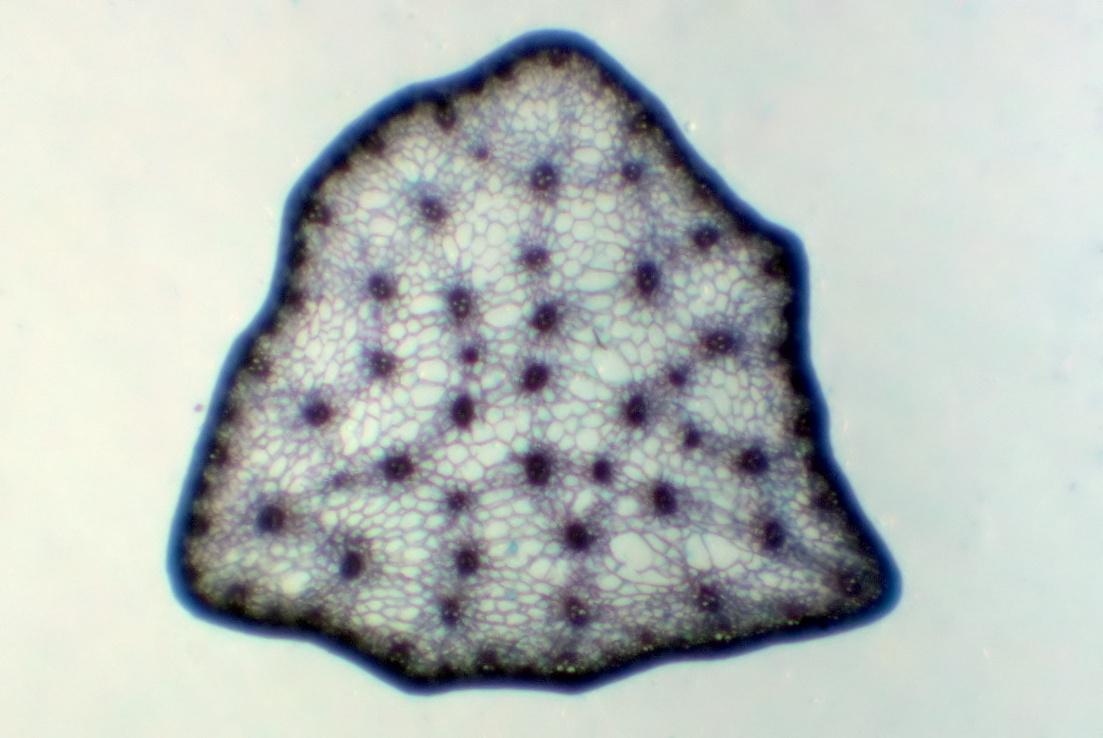
シュロガヤ (カヤツリグサ科) の茎の不整中心柱.